# She's the Boss
She's the Boss è il primo album da solista del frontman dei The Rolling Stones Mick Jagger, pubblicato il 25 febbraio 1985.

## Tracce
Tutte le canzoni sono state scritte da Jagger eccetto dove è indicato
1. Lonely at the Top (Mick Jagger, Keith Richards) – 3:47
2. 1/2 a Loaf – 4:59
3. Running Out of Luck – 4:15
4. Turn the Girl Loose – 3:53
5. Hard Woman – 4:24
6. Just Another Night – 5:15
7. Lucky in Love (Mick Jagger, Carlos Alomar) – 6:13
8. Secrets – 5:02
9. She's the Boss (Mick Jagger, Carlos Alomar) – 5:15

## Formazione
- Mick Jagger - voce, cori, armonica a bocca
- Steve Ferrone - batteria
- Guy Fletcher - sintetizzatore
- Eddie Martinez - chitarra
- Robbie Shakespeare - basso
- Sly Dunbar - batteria
- Robert Sabino - tastiera, pianoforte, sintetizzatore
- Jeff Beck - chitarra
- Bernard Edwards - basso
- Aiyb Dieng - shaker
- Michael Shrieve - chitarra
- Ron Magness - sintetizzatore
- Ray Cooper - percussioni, congas
- G. E. Smith - chitarra
- Anton Fier - sintetizzatore, programmazione, batteria elettronica
- Jan Hammer - pianoforte
- Jeff Beck - chitarra
- Tony Thompson - batteria
- Pete Townshend - chitarra acustica
- Wally Badarou - sintetizzatore
- Chuck Leavell - organo Hammond
- Anton Fig - batteria
- Herbie Hancock - organo Hammond, sintetizzatore
- Daniel Ponce - bata
- Bill Laswell - basso, sintetizzatore
- Nile Rodgers - chitarra
- John Bundrick - sintetizzatore
- Lenny Pickett - sassofono baritono
- Bernard Fowler - cori

Note aggiuntive
- Mick Jagger - produttore
- Nile Rodgers - produttore
- James Farber - ingegnere del suono